# Anexo Dos Caminos
Anexo Dos Caminos är en ort i Mexiko.   Den ligger i kommunen Cuitláhuac och delstaten Veracruz, i den sydöstra delen av landet, 270 km öster om huvudstaden Mexico City. Anexo Dos Caminos ligger 287 meter över havet och antalet invånare är 349.
Terrängen runt Anexo Dos Caminos är lite kuperad, och sluttar brant österut. Runt Anexo Dos Caminos är det ganska tätbefolkat, med 134 invånare per kvadratkilometer. Närmaste större samhälle är Cuitláhuac, 7,9 km nordväst om Anexo Dos Caminos. Trakten runt Anexo Dos Caminos består till största delen av jordbruksmark.